# Campylocera kenyana
Campylocera kenyana är en tvåvingeart som beskrevs av Friedrich Georg Hendel 1934. Campylocera kenyana ingår i släktet Campylocera och familjen Pyrgotidae. Inga underarter finns listade i Catalogue of Life.